# Onychothecus tridentigeris
Onychothecus tridentigeris là một loài bọ cánh cứng trong họ Bọ hung (Scarabaeidae).